# さよならマエストロ〜父と私のアパッシオナート〜
『さよならマエストロ〜父と私のアパッシオナート〜』（さよならマエストロ ちちとわたしのアパッシオナート）は、2024年1月14日から3月17日までTBS系「日曜劇場」枠で放送されたテレビドラマ。主演は西島秀俊。
大島里美によるオリジナルストーリーであり、自身初の日曜劇場作品。
監修には広上淳一と東京音楽大学が全面協力する。

## あらすじ
超マイペースかつ天然な主人公の夏目俊平は、若くして海外で活動し、数々の著名なオーケストラと共演してきた天才マエストロ（指揮者）。大好きな音楽に対し、常にアパッシオナート（音楽用語で情熱的）に向き合い、その情熱には同僚も好影響を受けていた。しかし、音楽以外の才能は皆無で、特に家事は苦手だった。
5年前に起きたある事件をきっかけに、家族は俊平のもとを去った。それに伴い俊平は音楽業界と距離を置いていた。しかし、富士山を望む静岡県晴見市の市民オーケストラの指揮をするため、20年ぶりに帰国する。
そんな俊平の娘・響。彼女は5年前のある事件をきっかけに、父と決別し、晴見市の職員として音楽の無い人生を過ごしていた。ところが俊平が突然帰国することになり、気まずい雰囲気の同居生活がスタートする。
世界的な天才指揮者だった彼が、なぜ表舞台を干されることになったのか?そして、5年ぶりに再会した娘。娘の気持ちが分からない俊平が、父として再び娘と向き合う中で、彼女の人生を少しずつ動かしていく。

## キャスト

### 主要人物
夏目俊平（なつめ しゅんぺい）
演 - 西島秀俊（高校生時代：大川泰雅、5歳時：馬場應吏、小学生時：養田有星）
主人公。元指揮者。娘との関係に悩む。
若くして海外で活動し、数々の著名なオーケストラと共演してきた天才マエストロ（指揮者）。音楽好きであり、アパッシオナート（情熱的）に取り組む。その情熱は同僚たちにも好影響を与えていた。
5年前に起きたある事件を理由に表舞台を去る。志帆から留守中に子供達の面倒をみることを依頼され、20年ぶりに帰国。家族が住む静岡県晴見市にある市民オーケストラ・晴見フィルハーモニーの指揮を依頼される。
超マイペースであり天然。
音楽以外のセンスは皆無。家事全般が苦手で、特に、料理は果敢に挑戦するが壊滅的に不得意。指揮者として復帰後過去に自分が犯した過ちを反省して家族の絆を取り戻すことに成功するが、志帆から渡されていた離婚届には記名し志帆との離婚は成立する。
夏目響（なつめ ひびき）〈20〉
演 - 芦田愛菜（2歳時：岩崎仁那、7歳時：内田珠綺）
俊平の娘。俊平とは不仲。元ヴァイオリン奏者で、天才少女と持て囃されたが、コンクールを抜け出した際に交通事故に遭い、以降、舞台から姿を消す。父とは真逆で、音楽を嫌っている。ツンデレな性格で、父親と弟に対しては常に厳しい態度を取っている。高校時代の芸術観賞以来、落語家・柳亭小痴楽の大ファン。
晴見市役所総務課に勤務していたが、総務課長から打診された文化振興課の欠員補充の異動を受け入れる。音楽に向き合うようになってから父である俊平と和解をして再び音楽の道を歩み始めて旅立った。

### 晴見フィルハーモニー
廃団の危機にある市民オーケストラ。
森大輝（もり だいき）
演 - 宮沢氷魚
トランペット奏者。努力家だが、演奏に難がある。響と同じ市役所の観光課に勤めている。
古谷悟史（ふるや さとし）
演 - 玉山鉄二
団長でファゴット奏者。晴見市役所観光課の職員。大輝の上司。
存続のために俊平を指揮者として招聘しようとする。
倉科瑠李（くらしな るり）
演 - 新木優子
プロオーケストラのフルート奏者。魔性の一面を持ち、スキャンダルが後を絶たず、あらゆる楽団からお払い箱にされている。フルートの腕は確かで、晴見フィルハーモニーから何度もスカウトされているが、断り続けていた。しかし俊平に誘われ、晴見フィルに参加することになる。
谷崎天音（たにざき あまね）
演 - 當真あみ
高校2年生。我が道を行く性格で、楽天的な面が見受けられる。指揮者を目指す。実は白石市長の娘。
羽野蓮（はの れん）
演 - 佐藤緋美
チェリスト。幼い頃から音楽の才能に恵まれ周囲の期待を背負っていた。今は音楽を辞め、配送の仕事をしているが、俊平と出会い晴見フィルハーモニーに誘われる。
内村菜々（うちむら なな）
演 - 久間田琳加
ティンパニ奏者。大学生。高校時代のトラウマから自信をもって演奏ができない。
近藤益夫（こんどう ますお）
演 - 津田寛治
コンサートマスターでバイオリン奏者。建設会社「はるみ近藤工務店」の社長。
指揮者を志望しており、俊平の存在を快く思っていない。
中橋（なかはし じゅんいち）
演 - 野村たかし
ホルン奏者。
佐藤さくら（さとう さくら）
演 - わたなべオーケストラ（ふぁのシャープ）
オーボエ奏者。
役名不明
演 - 松井亜由美、堀口紗与（パスカルズ）
ヴァイオリン奏者。
演 - 深尾久徳 コントラバス奏者。木曽原 香澄 ヴァイオリン奏者。瀬戸口綾菜 フルート奏者。  神崎里菜、小嶋明梨、秋田璃乃、紘野聖子、秦位子

### 晴見市役所
白石一生（しらいし いっせい）
演 - 淵上泰史
市長。財政再建のため、市民ホール売却案を市議会に提出した。
課長
演 - 芝大輔（モグライダー）
総務課の課長。響に、文化振興課の欠員補充の異動を打診する。
滝田
演 - 山本圭祐
文化振興課の課長。白石を側でサポートする。

### 周辺人物
夏目志帆（なつめ しほ）
演 - 石田ゆり子
俊平の妻で響と海の母親。画家。ある理由から、俊平を晴見フィルハーモニーの指揮者に推薦する。
夏目海（なつめ うみ）
演 - 大西利空
俊平の息子。フランス生まれの帰国子女で高校2年生。5年ぶりに父親と暮らすことを無邪気に喜ぶ。
小村二朗（こむら じろう）
演 - 西田敏行
カフェ「うたカフェ二朗」の店主。晴見フィルハーモニーの最古参。大輝の祖父。
鏑木晃一（かぶらぎ こういち）
演 - 満島真之介
俊平の元マネージャー。元コントラバス奏者。俊平が関係する5年前の事件のことを知っている。

### その他
富子
演 - 白石加代子
オーディオルームの常連利用者。
近藤洋子
演 - LiLiCo
益夫の妻。
近藤心
演 - おじゃす
益夫と洋子の娘。
柳亭小痴楽（りゅうてい こちらく）
演 - 柳亭小痴楽（本人役）
響が夢中になっている落語家。
森笑子（もり えみこ）
演 - 竹内都子（第3話 - ）
森大輝の母親。小村二朗の娘。夫婦で農業に従事し、毎月第1日曜日に開かれる朝市「はるみマルシェ」で野菜の直売をしている。

### ゲスト

#### 第1話
辻
演 - 加藤章太郎
日本アンサンブルオーケストラのホルン奏者。瑠李との不倫を疑った妻がリハーサル中のステージに乗り込んできた。
吉田音
演 - 村中暖奈
指揮の勉強でウィーン音楽大学に留学してきた女性。指揮の仕事を辞め、職員として働いていた俊平が入学手続きを手伝った。
おばちゃん
演 - 鈴木奈津子（第2話 - 第5話・第7話 - 第9話）
うたカフェの常連客。
佐藤琴
演 - 風間蘭（第6話）
さくらの娘。俊平の横で晴見フィルの練習を見守る。晴見フィルのさよならコンサートでは指揮をした（第6話）。
先生
演 - 若月海里
菜々の高校時代の吹奏楽部の教師。第36回全国合奏コンクール静岡県大会で楽団を指揮した。
コンサートマスター、オーケストラ
演 - ヨハネス・S、ウクライナ国立歌劇場管弦楽団
俊平が急遽指揮を頼まれたオーケストラとそのコンサートマスター。俊平に銀の銃を渡す。
店員
演 - カズーマン（第2話 - 最終話）
うたカフェの店員。

#### 第2話
羽野鉄雄
演 - 利重剛
羽野蓮の父親。「羽野硝子」を経営。
店員
演 - 岩田丸
道の駅の野菜直売所。ほうれん草とじゃがいもを買いに来た俊平に、青森りんごを押し売りする。
団長
演 - 藤巻直哉（第1話）
日本アンサンブルオーケストラの団長。試用期間を終えた瑠李に、「オケの調和を乱す」として団員の投票により契約しない旨を伝える。

#### 第3話
忘れる。
演 - 忘れる。（本人役）（第9話）
道の駅はるみにテレビのロケでやって来た芸人。インタビューした通りがかりの俊平の職業が指揮者であることに驚く。

#### 第4話
古谷太郎
演 - 不破万作
悟史の父親。カットサロン「フィガロ」店主。晴見合唱クラブで小村二朗の後輩で、息子をオペラ歌手にしたかった。
シェフ
演 - 兎（ロングコートダディ）
晴見オケが演奏した藏レストラン「Revoir」のシェフ。
司会
演 - 松長ゆり子
1年前、悟史が志帆と出逢った「あおぞらお絵描き教室～がっきをふくひとをかいてみよう！～」の司会者。
子ども
演 - 加藤翔太
「あおぞらお絵描き教室」に参加した男の子。「あの楽器なあに」と悟史が持つファゴットに興味津々。

#### 第5話
部下
演 - 園山敬介
滝田の部下。滝田から俊平と瑠李がデキてると聞かされて驚く。
大輝の家族
演 - 津村和幸、中山克己、仲野元子
大輝の父親、父方の祖父、父方の祖母。

#### 第6話
真紀、慎一
演 - 宮下今日子、谷仲恵輔
瑠李の両親。瑠李が6歳の時に離婚している。
おじいちゃん
演 - 小関靖幸
桜まつりで客演した晴見フィルのあおぞら文化ホールでの最後の舞台で壇上に呼ばれて指揮をした老人。一生の夢がかないましたと感謝の言葉を述べる。

#### 第7話
滝野鈴
演 - 佐々木舞音（TBSテレビアナウンサー）
小村二朗が入院した晴見中央病院の看護師。
クラウス・シュナイダー
演 - マンフレッド・W（Manfred Wodarz）（第1話・第8話・第9話）
俊平が目標とする指揮者。俊平が高松で高校球児だった頃に隣に住んでいたことがあり、彼を音楽の道へと誘った。ドイツのノイエシュタット交響楽団の指揮者から退くにあたり、俊平を次の常任指揮者に推薦する。

#### 第8話
夏目行彦
演 - 柄本明
俊平の父親。高松城西高校で野球部の監督。甲子園予選をすっぽかしてノイエシュタット交響楽団の来日公演に行った俊平を許さず勘当する。以来30年間も二人は没交渉だった。
夏目裕子
演 - 梅沢昌代
俊平の母親。
審判
演 - 糸井嘉男
行彦の監督引退試合の審判。
コーチ
演 - 五十嵐亮太
高松城西高校野球部のコーチ。
司会者
演 - 内藤トモヤ
俊平が招かれた母校の香川県立高松城西高等学校・創立100周年記念式典の司会者。
係員
演 - 西村誠治
1992年のノイエシュタット交響楽団来日記念コンサート。

#### 第9話
店主
演 - チャンス大城
晴見市で店を営む。人気商品「はるみん栗～ム大福」を扱っているが、入荷してもすぐ売り切れてしまうとぼやく。
朋花
演 - ヒコロヒー
OL。倉科とは高校時代のオーケストラ部の先輩・後輩。
男性
演 - 鈴木理学
晴見フィルハーモニーの仙台オーケストラフェスティバル出演費用捻出の募金活動に協力する男性。

#### 最終話
高橋
演 - 小田井涼平
放送局「エフエムするが」のディレクター。蓮が高校3年生の時、クラシックのレギュラー番組のMCをしていた時の担当者。当時、蓮が突然降板して番組が終わったことを今も許してはいないものの、晴見フィルを今後も続ける方法はないかと相談に来た蓮に局の広報を紹介する。
係員
演 - 麻丘真央
晴見フィルが参加した仙台オーケストラフェスティバルの係員。音楽祭主催の柳田マエストロが俊平に挨拶したいと言っていると呼びに来た。

## スタッフ
- 企画プロデュース - 東仲恵吾[43]
- 脚本 - 大島里美
- 音楽 - 菅野祐悟[43]
- 主題歌 - アイナ・ジ・エンド「宝者」（avex trax）[44]
- 撮影監督 - 神田創[43]
- 音楽監修 - 広上淳一（東京音楽大学）
- 全面協力 - 東京音楽大学
- 料理監修 - もあいかすみ
- 絵画監修 - 小坂初穂
- 演出 - 坪井敏雄[2]、富田和成[2]、石井康晴[2]、元井桃[2]
- プロデュース - 益田千愛[43]
- 製作著作 - TBS

## 放送日程
| 各話                                                                         | 放送日  | サブタイトル                   | 演出            | 視聴率 |
| ---------------------------------------------------------------------------- | ------- | ------------------------------ | --------------- | ------ |
| 第1楽章                                                                      | 1月14日 | それが彼の運命                 | 坪井敏雄        | 11.4%  |
| 第2楽章                                                                      | 1月21日 | エンディングオーケストラ、誕生 | 坪井敏雄        | 11.1%  |
| 第3楽章                                                                      | 1月28日 | 田園コンサートの奇跡           | 坪井敏雄        | 10.9%  |
| 第4楽章                                                                      | 2月04日 | 勘違いな恋の喜劇               | トミー・チャン  | 10.6%  |
| 第5楽章                                                                      | 2月11日 | 思春期な娘の家出と初恋         | 坪井敏雄        | 10.0%  |
| 第6楽章                                                                      | 2月18日 | さよならコンサート             | 坪井敏雄        | 10.8%  |
| 第7楽章                                                                      | 2月25日 | 77歳の夢ライブ                 | 石井康晴 元井桃 | 10.9%  |
| 第8楽章                                                                      | 3月03日 | 親子の愛のカタチ               | 石井康晴        | 10.3%  |
| 第9楽章                                                                      | 3月10日 | 父と娘のアパッシオナート       | 坪井敏雄        | 10.3%  |
| 最終楽章                                                                     | 3月17日 | たくさんのありがとうとさよなら | 坪井敏雄        | 11.0%  |
| 平均視聴率 10.7%（視聴率はビデオリサーチ調べ、関東地区・世帯・リアルタイム） |         |                                |                 |        |

- 初回は21時 - 22時19分の25分拡大放送。
- 第2話、最終回は21時 - 22時9分の15分拡大放送。